# Regionalwahl in Venetien 2005
Die Regionalwahl in Venetien 2005 fand am 3. und 4. April statt; der Regionalrat und der Präsident der Region Venetien wurden gleichzeitig gewählt.

## Wahlergebnis
| Kandidaten                                   | Kandidaten             | Stimmen   | %    | Listen              | Stimmen   | %    | Mandate |
| -------------------------------------------- | ---------------------- | --------- | ---- | ------------------- | --------- | ---- | ------- |
|                                              | Giancarlo Galangewählt | 1.359.879 | 50,6 | Forza Italia        | 523.896   | 22,7 | 12      |
| Lega Nord                                    | Giancarlo Galangewählt | 1.359.879 | 50,6 | 337.896             | 14,6      | 7    |         |
| Alleanza Nazionale                           | Giancarlo Galangewählt | 1.359.879 | 50,6 | 186.396             | 8,1       | 4    |         |
| Unione dei Democratici Cristiani e di Centro | Giancarlo Galangewählt | 1.359.879 | 50,6 | 147.953             | 6,4       | 3    |         |
| Nuovo PSI - PLI - Verdi Verdi - Sonstige     | Giancarlo Galangewählt | 1.359.879 | 50,6 | 32.851              | 1,4       | 1    |         |
| Mandate der Listengruppe                     | Giancarlo Galangewählt | 1.359.879 | 50,6 | –                   | –         | 12   |         |
| ↳ Gesamt                                     | Giancarlo Galangewählt | 1.359.879 | 50,6 | 1.228.992           | 53,3      | 39   |         |
|                                              | Massimo Carraro        | 1.138.631 | 42,3 | Uniti nell'Ulivo    | 560.629   | 24,3 | 13      |
| Per il Veneto con Carraro                    | Massimo Carraro        | 1.138.631 | 42,3 | 107.333             | 4,7       | 2    |         |
| Partito della Rifondazione Comunista         | Massimo Carraro        | 1.138.631 | 42,3 | 80.424              | 3,5       | 1    |         |
| Federazione dei Verdi                        | Massimo Carraro        | 1.138.631 | 42,3 | 69.191              | 3,0       | 1    |         |
| Partito dei Comunisti Italiani               | Massimo Carraro        | 1.138.631 | 42,3 | 35.067              | 1,5       | 1    |         |
| Italia dei Valori                            | Massimo Carraro        | 1.138.631 | 42,3 | 29.607              | 1,3       | –    |         |
| Liga Fronte Veneto                           | Massimo Carraro        | 1.138.631 | 42,3 | 27.524              | 1,2       | –    |         |
| Lista Consumatori                            | Massimo Carraro        | 1.138.631 | 42,3 | 15.658              | 0,7       | –    |         |
| Popolari UDEUR                               | Massimo Carraro        | 1.138.631 | 42,3 | 6.265               | 0,3       | –    |         |
| Nicht gewählte Direktkandidat                | Massimo Carraro        | 1.138.631 | 42,3 | –                   | –         | 1    |         |
| ↳ Gesamt                                     | Massimo Carraro        | 1.138.631 | 42,3 | 931.698             | 40,4      | 19   |         |
|                                              | Giorgio Panto          | 161.642   | 6,0  | Progetto NordEst    | 125.690   | 5,4  | 2       |
|                                              | Roberto Bussinello     | 28.565    | 1,1  | Alternativa Sociale | 20.434    | 0,9  | –       |
| Gesamt                                       | Gesamt                 | 2.688.717 | 100  |                     | 2.306.814 | 100  | 60      |